# Подобино (Тверська область)
Подобино (рос. Подобино) — присілок в Бежецькому районі Тверської області Російської Федерації.
Населення становить 376 осіб. Входить до складу муніципального утворення Городищенське сільське поселення.

## Історія
Від 2005 року входить до складу муніципального утворення Городищенське сільське поселення.

## Населення
| 1859 | 2008 | 2010 |
| ---- | ---- | ---- |
| 77   | ↗397 | ↘376 |